# Spine a vampiro

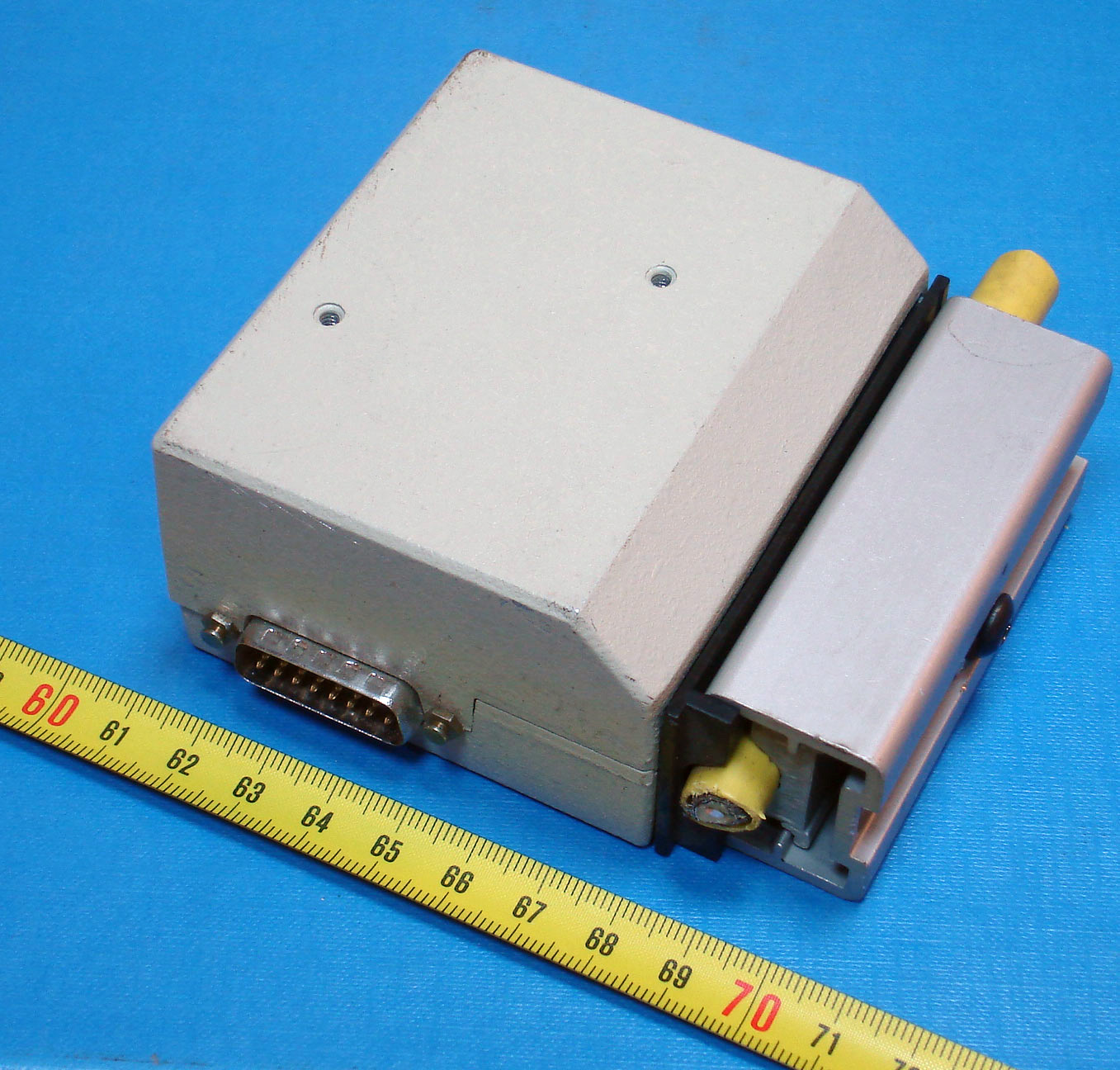
Transceiver con spina a vampiro per cavo 10BASE5

Le spine a vampiro sono particolari spine usate per connettere uno o più computer ad una rete a bus;
sono usate solitamente con cavi coassiali del tipo 10Base5.
Essendo questi cavi più grossi dei cavi coassiali 10BASE2 è molto difficile tagliarli per collegarli al pc stesso tramite un connettore BNC,
quindi si usano i connettori a vampiro, che come suggerisce il nome "mordono" il cavo coassiale fissandosi tramite un perno all'anima stessa.
Ogni connettore a vampiro deve essere posto a distanza multipla di 2.5m, per evitare interferenze nel segnale.
Solitamente nel cavo coassiale queste distanze sono indicate attraverso delle fascette colorate in modo da facilitare il posizionamento dei connettori.